# Juan de las Roeals
Juan de las Roeals także Ruelas i Roelas (ur. ok. 1560 w Sewilli, zm. w 1625 w Olivares) – hiszpański malarz okresu wczesnego baroku.
Działał przede wszystkim w Sewilli. W l. 1606-9 przebywał w Wenecji, w l. 1616-17 w Madrycie. Malował wyłącznie obrazy religijne, głównie ołtarzowe. W swojej twórczości nawiązywał do Tintoretta, inspirował go też światłocień Caravaggia.

## Wybrane dzieła
- Adoracja Imienia Jezus -  1604-5, 574 x 335 cm, Kaplica Uniwersytecka, Sewilla
- Alegoria Niepokalanego Poczęcia -  326 x 197 cm, Narodowe Muzeum Rzeźby w Valladolid
- Kazanie św. Andrzeja -  1612, 50 x 148,5 cm, Muzeum Sztuk Pięknych w Bilbao
- Madonna Niepokalanie Poczęta wielbiona przez donatora Farnanda de Mata -  319 x 172,5 cm, Gemäldegalerie, Berlin
- Męczeństwo św. Hermenegilda -  Hospital de las Cinco Llagas, Sewilla
- Męczeństwo św. Andrzeja -  1610-15, Muzeum Sztuk Pięknych w Sewilli
- Męczeństwo św. Serapiona -  ok. 1612, Muzeum Sztuk Pięknych w Sewilli
- Pokłon pasterzy -  Kościół Starego Uniwersytetu, Sewilla
- Św. Benedykt -  270 x 105 cm, Narodowe Muzeum Rzeźby w Valladolid
- Św. Jakub -  Katedra, Sewilla
- Św. Scholastyka -  269 x 106 cm. Narodowe Muzeum Rzeźby w Valladolid
- Wizja św. Bernarda -  1611, 252 x 166 cm, Hospital de San Bernardo, Sewilla
- Wniebowzięcie Marii -  269 x 106 cm, Narodowe Muzeum Rzeźby w Valladolid
- Zesłanie Ducha Świętego -  270 x 105 cm, Narodowe Muzeum Rzeźby w Valladolid